# Kepler-39
Kepler-39 (tên gọi khác là 2MASS J19475046+4602034) là một ngôi sao dãy chính loại F nằm trong chòm sao Thiên Nga. Ngôi sao này nằm cách chúng ta khoảng 3560 năm ánh sáng (1090 parsec). Một phó sao đã biết quay quanh Kepler-39 là Kepler-39b.

## Hệ hành tinh
Kepler-39b thường được coi là một sao lùn nâu hơn là một hành tinh vì nó không đáp ứng định nghĩa tiêu chuẩn về hành tinh. Một số cơ quan như Extrasolar Planets Encyclopaedia và NASA Exoplanet Archive đã đưa Kepler-39b vào danh sách các hành tinh đã được xác nhận của họ.
| Thiên thể đồng hành (thứ tự từ ngôi sao ra) | Khối lượng    | Bán trục lớn (AU) | Chu kỳ quỹ đạo (ngày) | Độ lệch tâm | Độ nghiêng | Bán kính        |
| ------------------------------------------- | ------------- | ----------------- | --------------------- | ----------- | ---------- | --------------- |
| b                                           | 201+13 −12 MJ | 0164±0003         | 21087210±0000037      | 0112±0057   | 8907±022°  | 124+009 −010 RJ |